# Hans-Wolf Sievert
Hans-Wolf Sievert (* 10. November 1941 in Osnabrück) ist ein deutscher Unternehmer und Hochschullehrer.

## Leben
Hans-Wolf Sievert ist ein Sohn des Osnabrücker Unternehmers Hans Sievert (1917 bis 1989). Nach dem Studium der Sozial- und Wirtschaftswissenschaften (sowie der Sinologie) an den Universitäten Hamburg, Göttingen und Erlangen-Nürnberg war Sievert von 1969 bis 1970 im Außenhandel in Hongkong tätig. 1971 wurde Sievert im Fach Sozial- und Wirtschaftspsychologie an der Universität Linz zum Dr. rer. soc. oec. promoviert, wo er auch als wissenschaftlicher Assistent beschäftigt war. Von 1972 bis 1979 war er Mitarbeiter der Deutschen Bank, zuletzt als Bankdirektor in der internationalen Abteilung. Von 1983 bis 2011 war er Mitglied im Landesbeirat der Deutschen Bank. 1980 trat er als Geschäftsführer in die Sievert Baustoffgruppe, Osnabrück, ein und wurde 1986 Vorstandsvorsitzender der Sievert AG in Osnabrück, die jetzt als Sievert SE firmiert. Von 2006 bis 2018 war er deren Aufsichtsratsvorsitzender, seit 2019 ist er Ehrenvorsitzender des Aufsichtsrats.
Sievert ist seit 1994 Lehrbeauftragter für Internationales und Interkulturelles Management im Fachbereich Wirtschaftswissenschaften der Universität Osnabrück. 1997 ernannte ihn die Universität Osnabrück zum Honorarprofessor. Von 1997 bis 2001 war er Präsident der Universitätsgesellschaft Osnabrück und wurde danach Ehrenmitglied des Vorstands. Von 2003 bis 2019 war er stellvertretender Vorsitzender des Hochschulrats der Universität Osnabrück.
An der Universität Jena hat er von 1996 bis 2003 im wirtschaftswissenschaftlichen Fachbereich als Lehrbeauftragter unterrichtet. Von 2004 bis 2008 war Sievert Lehrbeauftragter an der Wirtschaftsuniversität in Warschau. Von 2007 bis 2012 war er Gastprofessor an der Chinesischen Universität für Wissenschaft und Technik (Keda) in Hefei. Darüber hinaus hat er an anderen chinesischen Universitäten als Gastprofessor unterrichtet (Universität von Anhui (Anda), Hefei, Fremdsprachenuniversität (Beiwai), Beijing, Wirtschafts- und Finanzuniversität (AUFE), Bengbu und der Nordwestuniversität (Xi-Nan) Chongqing). An der Universität Göttingen lehrte er in der Zeit 2009 bis 2016 am Ostasiatischen Institut. 2017 wurde er zum Honorarprofessor der Universität Tübingen ernannt, wo er am Weltethos-Institut Lehrveranstaltungen abhält. Außerdem ist er stellvertretender Beiratsvorsitzender des China Centrums Tübingen (CCT).
Von 1985 bis 2011 war er Schatzmeister sowie Mitglied des Senats und des Verwaltungsrats der Stiftung Niedersachsen. In der Zeit von 1997 bis 2003 war er Mitglied der wissenschaftlichen Kommission des Landes Niedersachsen.
2012 wurde er Vorstandsvorsitzender der von ihm gegründeten Sievert Stiftung für Wissenschaft und Kultur. Ferner ist er korrespondierendes Mitglied des Instituts für Migrationsforschung und Interkulturelle Studien (IMIS) der Universität Osnabrück.

## Ehrungen und Auszeichnungen
In der Zeit von 1982 bis 1999 war Sievert Präsident (heute Ehrenpräsident) des Bundesverbands der Deutschen Mörtelindustrie (jetzt VDPM) sowie von 1997 bis 1999 Vizepräsident der European Mortar Organization (EMO).
1989 wurde er zum Honorarkonsul der Republik Costa Rica ernannt. 2004 wurde ihm das Bundesverdienstkreuz verliehen. 2009 erhielt er den Hans Mühlenhoff-Preis für gute Lehre, der von der Universität Osnabrück und der Hans Mühlenhoff-Stiftung ausgelobt wird. 2016 wurde ihm von der Stadt Osnabrück für sein „außerordentliches Engagement für den wissenschaftlichen und interkulturellen Austausch und die Stärkung der Beziehung zu Osnabrücks chinesischer Freundschaftsstadt Hefei“ die Justus-Möser-Medaille verliehen.
Seit 2006 ist er Ehrenprofessor der Universität von Hefei. Im Jahre 2013 wurde er zum Ehrenprofessor der Universidad Católica de Costa Rica ernannt.
2013 wurde Sievert die Ehrenbürgerschaft der Stadt Hefei, Provinz Anhui (China) verliehen. 2009 erhielt er den Freundschaftspreis der Provinz Anhui, in 2014 den Freundschaftspreis der Provinz Zhejiang. 2016 erfolgte die Wahl zum Unternehmer des Jahres der Provinz Anhui.